# Moje učitelka chobotnice (Simpsonovi)
Moje učitelka chobotnice (v anglickém originále My Octopus and a Teacher) je 18. díl 33. řady (celkem 724.) amerického animovaného seriálu Simpsonovi. Scénář napsala Carolyn Omineová a díl režíroval Rob Oliver. V USA měl premiéru dne 24. dubna 2022 na stanici Fox Broadcasting Company a v Česku byl poprvé vysílán 14. června 2022 na stanici Prima Cool. Jedná se o první epizodu, ve které účinkovala Bartova nová učitelka, Rayshelle Peytonová. Mělo by se jednat o stálou náhradu za Ednu Krabappelovou a hlas jí propůjčila americká herečka Kerry Washingtonová.

## Děj
Líza v rámci příměstského táboru natočila tříminutový dokument Moje spřízněná duše hlavonožec. Během natáčení se seznámila s chobotnicí Molly.
Na Springfieldskou základní školu je přijata uchazečka Rayshelle Peytonová do funkce třídní učitelky Bartovy třídy. Když se s ní Bart poprvé setká, vybaví se mu vzpomínky z minulosti a začne se chovat podivně.
Na Filmovém festivalu Dokumentaristů budoucnosti přírody je v Líziném filmu chobotnice Molly na závěr zabita žralokem. Po návratu domů Líza přijde s pohárem za Nejetičtější dokumentaristku a odhalí, že Molly je naživu, čímž porušila hlavní pravidlo dokumentaristiky: „Nikdy se nevměšuj“.
Peytonová se mezitím připravuje na výuku. Seznamuje se se svými kolegy a představuje jim projektovou výuku založenou na tom, že žáci vytvoří sedm nových divů světa. Ve třídě se Peytonová seznamuje s dětmi, Bart se opět chová podivně. Později, když si Bart dělá domácí úkol, ve snu se mu jeho nová učitelka zjeví ve snu.
U Simpsonových doma nevydrží Molly v klidu a Líza ji hledá po celé budově. Když vycítí, že Molly není v domě v bezpečí, vezme ji do školy.
Homer a Marge jsou předvoláni slečnou Peytonovou, aby si promluvili o Bartově chování. Doma si Homer promluví s Bartem, protože si myslí, že se chlapec zamiloval do nové učitelky. Bart však říká, že se s ní setkal už dříve, když Líza natáčela svůj dokument. V luxusním rezortu se Bart začal topit a právě Peytonová mu pomohla. Kvůli reakcím hostů ji za záchranu seřval s tím, že pomoc nepotřeboval. Bart se cítí špatně a obává se okamžiku, až si na něj jeho učitelka vzpomene.
Homer nabádá svého syna, aby říkal pravdu a byl upřímný. Druhého dne však Bart uvidí slečnu Peytonovou, jak se líbá se svým přítelem. Hoch uznává, že se do ní opravdu zamiloval.
Na předváděcí akci Sedmi nových divů světa oznámí Bart Homerovi sdělí své novinky a otec mu vysvětluje, že s ní kvůli věku nemůže mít vztah, některé věci by měl nechat plavat. Líza je slyší a uvědomí si, že je čas vypustit Molly.
Bart se snaží udržet, ale když znovu spatří jejího manžela, rozhodne se vykřičet do sklenice s Molly, která se Bartovi přisaje na obličej. Bart omylem zasune tribuny a zničí rekvizity v podobě divů světa. Líze se podaří ho zastavit a odtrhnout Molly z jeho obličeje.
Skinner požádá paní Peytonovou, aby neopouštěla školu, ale aby změnila třídu. Druhý den přijde Bart do třídy a snaží se jí omluvit za to, že akci pokazil, a řekne jí pravdu o tom, jak se poprvé setkali a jak se do ní zamiloval. Řekne mu, že zůstane, a Bart jí neúmyslně prozradí trest jeho bývalé učitelky Edny Krabappelové – psaní na tabuli.
Během titulků Líza vypustí Molly do moře a znovu ji zachrání před žralokem, jelikož je „také součástí přírody“.

## Kulturní odkazy
Název dílu je parodií na film Moje učitelka chobotnice, který získal Oscara v roce 2020. Rozostřené pozadí při Líziném vyprávění v dokumentu napodobuje film. Melodie v době voiceoveru Lízy je inspirována soundtrackem k filmu.
Scenárista Joel H. Cohen navrhl vložit do dílu píseň „Sucker“ od Jonas Brothers, která zazní hledání Molly v domě Simpsonových.
Nehoda s gymnastickými míči, kterou Bart nešťastnou náhodou způsobil při předvádění Sedmi nových divů světa, je založena na videu z YouTube.

## Přijetí

### Sledovanost
Ve Spojených státech díl během premiéry sledovalo 0,97 milionu diváků.

### Kritika
Tony Sokol z Den of Geek ohodnotil epizodu čtyřmi hvězdičkami z pěti s komentářem: „Příběh Mé učitelky chobotnice je originální a přináší hloubku do celého springfieldského školského systému, rozšiřuje Homerův otcovský přínos a dává Líze novou lekci. Bart se změní z ‚nerudného tonoucího‘ na zamilovaného kluka. Znovu se také setkává se svým charakteristickým trestem, kdy na tabuli píše: ‚Nebudu ventilovat svoje pocity chaosem‘. Moje učitelka chobotnice je celkem milá, není to však sentimentální epizoda. Nečekejte, že Rayshelle Peytonová nahradí paní Krabappelovou.“
Marcus Gibson z webu Bubbleblabber udělil dílu 7,5 bodů z 10 a napsal: „Celkově je Moje učitelka chobotnice slušnou ukázkou vývoje Bartova charakteru, který si zamiluje sám sebe a svou novou učitelku. Představení slečny Peytonové, kterou skvěle namluvila Kerry Washingtonová, také pomohlo zajistit větší rozmanitost jak v seriálu, tak v hlasovém obsazení. Navíc Lízina béčková zápletka zahrnující její přátelství s hlavonožcem je roztomilým, i když malým šablonovitým rozptýlením od Bartovy komplikované situace. Nejsem si jistý, kdy se dočkáme pokračování tohoto vztahu mezi žákem a učitelem, ale na základě zkušeností s touto epizodou doufám, že to bude brzy.“